# Club Atlético San Martín (San Juan)
|  | Aquest article tracta sobre el club de San Juan. Vegeu-ne altres significats a «Club Atlético San Martín». |

El Club Atlético San Martín, més conegut com a San Martín de San Juan, és un club de futbol argentí de la ciutat de San Juan.
El club va ser fundat el 27 de setembre de 1907. És el club que més campionats de San Juan ha guanyat.

## Palmarès
- Torneo del Interior (Tercera Divisió) (2): 1990-91,[5] 1994-95[6]
- Torneo Regional (1): 1970[7]
- Campeonato de San Juan (4): 1910, 1917, 1919 y 1920.
- Liga Sanjuanina de Fútbol (27): 1921, 1924, 1926, 1932, 1937, 1940, 1941, 1943, 1948, 1951, 1954, 1955, 1956, 1957, 1960, 1964, 1967, 1969, 1977, 1980, 1989, 1990, 1992, 1994, 1995, 2012 y 2013